# 格洛達瓦湖
格洛達瓦湖（白俄羅斯語：Глодава）是白俄羅斯的湖泊，位於波斯塔維以南5公里，由維捷布斯克州負責管轄，長1.6公里、寬0.45公里，面積0.35平方公里，集水區面積13.6平方公里，湖岸線長度4公里，平均水深3.6米，最大水深6米。